# Гарешница
Гарешница је град у Хрватској, у Бјеловарско-билогорској жупанији. Према резултатима пописа из 2011. у граду је живело 10.472 становника, а у самом насељу је живело 3.874 становника.

## Историја
Почетком 20. века Гарешница је село које као парохијска филијала потпада под парохију Пашијан.
То је православна парохија четврте класе чије је су црквене матрикуле заведене 1862. године. Православни верници походе храм у Пашијану, посвећен Св. Јовану са иконостасом осликаним 1779. године. При том храму служи три године, парох поп Јован Херак рођен 1868. године у Бршљаници. Деца посећују комуналну основну школу у свом месту.

## Становништво

### Град Гарешница

#### Број становника по пописима
| Националност   | 2001.  | 1991.  | 1981.  | 1971.  | 1961.  | 1953.  | 1948.  | 1931.  | 1921.  | 1910.  | 1900.  | 1890.  | 1880. | 1869. | 1857. |
| бр. становника | 11.630 | 12.186 | 12.336 | 12.503 | 14.281 | 15.154 | 15.048 | 15.462 | 14.546 | 14.189 | 13.371 | 11.632 | 8.513 | 7.918 | 7.629 |

- напомене:

Настао из старих општина Гарешница и Дарувар. До 1961. део података садржан је у граду Липику, Пожешко-славонска жупанија, а од 1857. до 1880. у граду Кутини, Сисачко-мославачка жупанија. 

### Гарешница (насељено место)

#### Број становника по пописима
| Националност   | 2001. | 1991. | 1981. | 1971. | 1961. | 1953. | 1948. | 1931. | 1921. | 1910. | 1900. | 1890. | 1880. | 1869. | 1857. |
| бр. становника | 4.252 | 4.308 | 3.731 | 3.002 | 2.330 | 2.326 | 2.090 | 2.086 | 1.747 | 1.552 | 1.432 | 1.131 | 906   | 859   | 835   |

Према попису становништва из 2011. године, Град Гарешница је имао 10.472 становника, од чега је у самој Гарешници живело 3.874 становника.
| Попис 2011.‍    | Попис 2011.‍ | Попис 2011.‍ | Попис 2011.‍ | Попис 2011.‍ |
| -------------- | ----------- | ----------- | ----------- | ----------- |
|                |             |             |             |             |
| Хрвати         | Хрвати      |             | 8.872       | 84,72%      |
| Срби           | Срби        |             | 1.062       | 10,14%      |
| Чеси           | Чеси        |             | 147         | 1,40%       |
| остали         | остали      |             | 257         | 2,46%       |
| неизјашњени    | неизјашњени |             | 134         | 1,28%       |
| укупно: 10.472 |             |             |             |             |

По попису становништва из 2001. године, Општина Гарешница је имала 11.630 становника, од чега је у самој Гарешници живело 4.252 становника.
| Попис 2001.‍    | Попис 2001.‍ | Попис 2001.‍ | Попис 2001.‍ | Попис 2001.‍ |
| -------------- | ----------- | ----------- | ----------- | ----------- |
|                |             |             |             |             |
| Хрвати         | Хрвати      |             | 9.519       | 81,84%      |
| Срби           | Срби        |             | 1.330       | 11,43%      |
| Чеси           | Чеси        |             | 157         | 1,34%       |
| остали         | остали      |             | 294         | 3,11%       |
| неизјашњени    | неизјашњени |             | 330         | 2,28%       |
| укупно: 11.630 |             |             |             |             |

На попису становништва 1991. године, насељено место Гарешница је имало 4.308 становника, следећег националног састава:
| Попис 1991.‍   | Попис 1991.‍  | Попис 1991.‍ | Попис 1991.‍ | Попис 1991.‍ |
| ------------- | ------------ | ----------- | ----------- | ----------- |
|               |              |             |             |             |
| Хрвати        | Хрвати       |             | 3.269       | 75,88%      |
| Срби          | Срби         |             | 503         | 11,67%      |
| Југословени   | Југословени  |             | 212         | 4,92%       |
| Чеси          | Чеси         |             | 78          | 1,81%       |
| Мађари        | Мађари       |             | 34          | 0,78%       |
| Албанци       | Албанци      |             | 12          | 0,27%       |
| Словенци      | Словенци     |             | 11          | 0,25%       |
| Немци         | Немци        |             | 10          | 0,23%       |
| Македонци     | Македонци    |             | 5           | 0,11%       |
| Црногорци     | Црногорци    |             | 5           | 0,11%       |
| Муслимани     | Муслимани    |             | 3           | 0,06%       |
| Словаци       | Словаци      |             | 2           | 0,04%       |
| Аустријанци   | Аустријанци  |             | 1           | 0,02%       |
| Русини        | Русини       |             | 1           | 0,02%       |
| неопредељени  | неопредељени |             | 98          | 2,27%       |
| регион. опр.  | регион. опр. |             | 5           | 0,11%       |
| непознато     | непознато    |             | 59          | 1,36%       |
| укупно: 4.308 |              |             |             |             |